# Kiembara
Kiembara là một tổng thuộc  tỉnh Sourou ở tây bắc Burkina Faso. Thủ phủ là thị xã Kiembara 

## Các thị xã và làng xã
Bambara, Bangassogo, Dio, Gan, Gorgaré, Goueré, Gouyalé, Kirio, Kouygoulo, Niassono, Ouéllé, Sissile và Zabo.